# 医薬局
医薬局（いやくきょく）は、日本の中央省庁である厚生労働省の内部部局。医薬品、医薬部外品、化粧品、医療機器の有効性・安全対策、麻薬・覚醒剤対策の政策、薬剤師の国家試験を所管している。2015年10月に医薬食品局を再編して設置された医薬・生活衛生局が、2023年9月に医薬局に改編。

## 遍歴
中央省庁再編による厚生省と労働省の統合に伴い、2001年1月6日に厚生省医薬安全局の組織が変更されて医薬食品局が発足した。2015年10月1日に健康局の生活衛生課と水道課が移管されて名称が医薬・生活衛生局に変更された。2023年度に生活衛生部門を健康局に移管し、医薬局に改編。

## 所管業務
医薬局は、次に掲げる事務をつかさどる（厚生労働省組織令第6条）
1. 医薬品、医薬部外品、化粧品、医療機器その他衛生用品及び再生医療等製品の品質、有効性及び安全性の確保に関すること。
2. 医薬品、医薬部外品、化粧品、医療機器及び再生医療等製品の使用による保健衛生上の危害の発生又は拡大の防止に関すること。
3. 麻薬、向精神薬、大麻、あへん及び覚醒剤に関する取締りに関すること。
4. 麻薬取締官及び麻薬取締員が司法警察員として行う職務に関すること。
5. 麻薬、向精神薬、大麻、あへん及び覚醒剤に係る国際捜査共助に関すること。
6. 毒物及び劇物の取締りに関すること。
7. 採血業の監督及び献血の推進その他の血液製剤の安定的な供給の確保に関すること。
8. 生物学的製剤の生産及び流通の増進、改善及び調整に関すること(健康局の所掌に属するものを除く。)。
9. 医療機器その他衛生用品及び再生医療等製品に関する工業標準の整備及び普及その他の工業標準化に関すること。
10. 薬剤師に関すること。
11. 支払基金電子処方箋管理業務（地域における医療及び介護の総合的な確保の促進に関する法律（平成元年法律第六十四号。以下「医療介護総合確保法」という。）第二十五条第一項に規定する支払基金電子処方箋管理業務をいう。以下同じ。）及び連合会電子処方箋管理業務（医療介護総合確保法第三十六条に規定する連合会電子処方箋管理業務をいう。以下同じ。）に関すること。
12. 医療機関等情報化補助業務（医療介護総合確保法第二十五条第一項に規定する医療機関等情報化補助業務をいう。以下同じ。）に関すること（支払基金電子処方箋管理業務に関することに限る。）。
13. 独立行政法人医薬品医療機器総合機構の行う業務に関すること。
14. 前各号に掲げるもののほか、薬事に関すること(医政局の所掌に属するものを除く。)。
15. 人の健康を損なうおそれ又は生活環境動植物(化学物質の審査及び製造等の規制に関する法律(昭和四十八年法律第百十七号)第二条第二項第一号ロ(2)に規定する生活環境動植物をいう。第五十二条第九号において同じ。)の生息若しくは生育に支障を及ぼすおそれのある化学物質に対して環境衛生上の観点からする評価及び製造、輸入、使用その他の取扱いの規制に関すること。
16. 有害物質を含有する家庭用品の規制に関すること。
17. ダイオキシン類(ダイオキシン類対策特別措置法(平成十一年法律第百五号)第二条第一項に規定するダイオキシン類をいう。以下同じ。)の耐容一日摂取量(同法第六条第一項に規定する耐容一日摂取量をいう。以下同じ。)に関すること。

## 組織
- 総務課
  - 薬事企画官
- 医薬品審査管理課
- 医療機器審査管理課
- 医薬安全対策課
- 監視指導・麻薬対策課
  - 薬物取締調整官
- 血液対策課

## 歴代局長
| 代                 | 氏名               | 在任期間                      | 前職                                           | 後職                                                       | 出典               |
| 医薬・生活衛生局長 | 医薬・生活衛生局長 | 医薬・生活衛生局長            | 医薬・生活衛生局長                             | 医薬・生活衛生局長                                         | 医薬・生活衛生局長 |
| ------------------ | ------------------ | ----------------------------- | ---------------------------------------------- | ---------------------------------------------------------- | ------------------ |
| 1                  | 中垣英明           | 2015年10月1日 - 2016年6月21日 | 内閣官房内閣審議官                             | 退官 明治安田生命保険相互会社顧問 東京医科歯科大学特任教授 | [ 4 ] [ 5 ] [ 6 ]  |
| 2                  | 武田俊彦           | 2016年6月21日 - 2017年7月11日 | 政策統括官                                     | 厚生労働省医政局長                                         | [ 7 ] [ 8 ]        |
| 3                  | 宮本真司           | 2017年7月11日 - 2019年7月9日  | 日本年金機構理事                               | 退官 鉄道弘済会常務理事                                    | [ 8 ] [ 9 ]        |
| 4                  | 樽見英樹           | 2019年7月9日 - 2020年3月25日  | 厚生労働省保険局長                             | 内閣官房新型コロナウイルス感染症対策推進室長               | [ 10 ] [ 11 ]      |
| 5                  | 鎌田光明           | 2020年3月25日 - 2022年6月28日 | 厚生労働省東北厚生局長                         | 退官 東北大学特任教授                                      | [ 11 ]             |
| 6                  | 八神敦雄           | 2022年6月28日 - 2023年7月4日  | 内閣府健康・医療戦略推進事務局長               | 退官                                                       |                    |
| 7                  | 城克文             | 2023年7月4日 - 2023年9月1日   | 厚生労働省大臣官房医薬産業振興・医療情報審議官 | 厚生労働省医薬局長                                         |                    |
| 医薬局長           |                    |                               |                                                |                                                            |                    |
| 1                  | 城克文             | 2023年9月1日 - 2025年7月8日   | 医薬・生活衛生局長                             | 退官                                                       | [ 12 ]             |
| 2                  | 宮本直樹           | 2025年7月8日 -                | 大臣官房審議官                                 | 現職                                                       | [ 13 ]             |